# Santa Maria Materdomini
Santa Maria Materdomini è l'appellativo con cui si venera la madre di Dio, raffigurata insieme al Bambino Gesù nel quadro custodito nell'omonima basilica santuario di Nocera Superiore. 

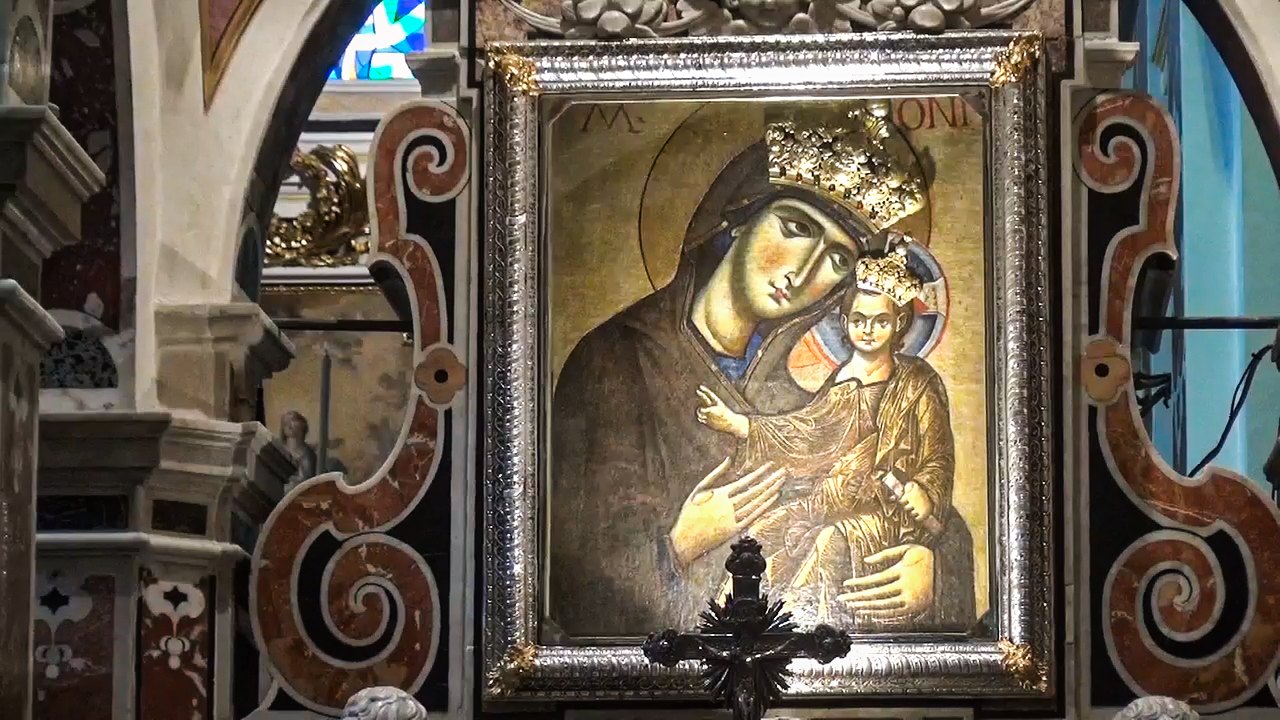
Effigie di Santa Maria Materdomini

## La tradizione
Secondo la tradizione la tela del quadro fu ritrovata sotto terra, conservata tra due tavole di legno di castagno, in seguito alla visione di una contadina, conosciuta col nome di Caramari, cui la Madonna avrebbe chiesto di scavare sotto la quercia all'ombra della quale la giovane riposava. La devozione per l'icona sacra, chiamata "Materdomini" (Madre di Dio), o anche "la Cona", crebbe alimentata dai miracoli che i fedeli le attribuivano.
Oltre che nel santuario di Nocera Superiore, copie dell'immagine sono custodite in numerose altre chiese. A Cava de' Tirreni è venerata sotto il titolo di Santa Maria del Rovo dopo che una ragazza del luogo pose tra i rami di un rovo l'immagine della Materdomini.

## Iconografia
L'icona raffigurante la Madonna col Bambino - secondo la classica iconografia orientale di tipo odighítria o hodigitria, cioè "Colei che indica la Via" - è eseguita su tela di iuta, poi incollata su una tavola di legno.
La Madonna ha un abito scuro con due stelle, mentre il Bambino Gesù ha un abito scuro con filati in oro; entrambi portano una corona. Secondo la tradizione l'opera sarebbe stata dipinta da san Luca. La tela è stata completamente restaurata nel 2006.

## Le processioni
Il quadro viene portato in processione periodicamente, tra l'altro: 
- il 14 settembre 1947: il quadro percorse Roccapiemonte e le città circostanti.
- dal 29 marzo al 4 aprile 1948: l'effigie sostò nelle chiese di Bracigliano, Mercato San Severino, Siano, Castel San Giorgio, Roccapiemonte e Nocera.
- il 18 maggio 1949: il quadro arrivò alla cattedrale di Salerno, passando per Cava de' Tirreni e Vietri sul Mare, dove rimase fino al 30 maggio, ritornando a Materdomini il 5 giugno, passando per Fratte, Baronissi, Fisciano, Mercato San Severino, e Roccapiemonte.